# 桂珍念
桂 珍念（かつら ちんねん、1966年2月3日 - ）は、日本の落語家（上方噺家）。本名は瀬尾 恭弘（せのお やすひろ）。出囃子は『ずぼらん』。よしもとクリエイティブ・エージェンシー所属。上方落語協会会員。
妻は宮川大助・花子の姪である宮川とっこ。

## 来歴
大阪府豊中市で生まれ、熊本県熊本市で育つ。
1986年9月7日に桂文珍に入門。
1989年、オール巨人の弟子である城戸雄一（後のきどゆういち）と、漫才コンビ「未来世紀01・02」を結成。MBSテレビ「栄光のル・マンザイ」のグランドチャンピオンを皮切りに、多くの賞を獲得する。
1993年に「未来世紀01・02」を解散し、その後は落語に専念している。毎年3月に天満天神繁昌亭で行われる「桂珍念一座特別公演」をライフワークにしている。
上方落語協会のプロフィールには、趣味を「聖書研究」と記している。

## 得意演目
はてなの茶碗・親子茶屋・くっしゃみ講釈・紙入れ・つぼ算・口入屋・二人癖・七度狐・代脈・軒付け・青菜・憧れのカントリーライフ(桂三枝作)他

## 受賞歴
いずれも「未来世紀01・02」としての受賞である。
- 1990年
  - 第11回ABCお笑い新人グランプリ」優秀新人賞
  - 「NHK新人演芸コンクール」優秀賞
- 1991年 「第21回NHK上方漫才コンテスト」優秀賞